# Colegiul Național de Apărare Estonian
Colegiul Național de Apărare Estonian (CNAE; estonă: Kaitseväe Ühendatud Õppeasutused) este o instituție de învățământ superior din Estonia, dedicată apărării naționale și situată în Tartu. A fost înființată în 1919.
Misiunea CNAE este de a instrui și educa ofițerii obișnuiți pentru Forțele Estoniene de Apărare și pentru Liga Națională de Apărare, precum și pentru alte instituții militare. CNAE și-a stabilit în Estonia o reputație națională pentru expertiza în cercetarea militară și dezvoltare.
Programul academic al CNAE oferă o educație echilibrată în domeniul militar și civil. Personalul academic al CNAE sunt sprijiniți de către membrii comunității academice din universități din restul Estoniei.

## Pregătirea ofițerilor
- Cursul de bază pentru pregătirea ofițerilor este programul primului nivel care conține trei ani de studiu efectuați la CNAE. În cadrul cursului, cadeții dobândesc abilități de comandant de pluton și comandant de companie. La finalizarea cursului, cadeții obțin gradul de sublocotenent.
- Cursul avansat pentru pregătirea ofițerilor este cel de-al doilea nivel de ofițer de pregătire cu doi ani perioadă de studiu, în care elevii dobândesc cunoștințele și abilitățile necesare pentru a îndeplini sarcinile personalului ofițerilor de infanterie de batalion sau brigadă.
- Cursul pentru ofițerii de stat major - al treilea nivel de formare a ofițerilor -  este un curs de un an realizat în colaborare cu Colegiul Baltic de Apărare aflat în aceeași clădire cu CNAE.
- Cursul pentru ofițerii de stat major cu grad ridicat, cel de-al patrulea nivel de formare al ofițerilor, se desfășoară în cursuri pentru ofițeri de stat major în instituții de învățământ din străinătate.

Colegiul Național Estonian de Apărare oferă cursuri pentru primul nivel, și, din 2005/2006, pentru cel de-al doilea nivel de învățământ superior militar.